# MacArthur Park (película)
MacArthur Park es una película estadounidense de acción y drama de 2001, dirigida por Billy Wirth, que a su vez la escribió junto a Tyrone Atkins, Aaron Courseault y Sheri Sussman, musicalizada por Stephen Perkins y SKY, en la fotografía estuvo Kristian Bernier, los protagonistas son Thomas Jefferson Byrd, Brandon Adams y Tami Roman, entre otros. El filme fue producido por Northshire Entertainment Group y Wirthwhile Productions; se estrenó el 21 de enero de 2001.

## Sinopsis
Mucha gente que no tiene un lugar donde vivir, pasa los días en un parque, todos ellos son consumidores de crack. Este lugar está en un vecindario pobre, lleno de adictos, Cody es como una imagen paterna adicta al crack, ayuda a sus amigos cuando tienen problemas o cuando quieren desesperadamente una dosis.